# Szpital św. Jakuba w Rzymie
Szpital św. Jakuba – jeden z najstarszych szpitali w Rzymie, założony w XIV w. 
Po rozbudowie lecznica mogła pomieścić jednorazowo nawet 730 pacjentów. Duchowe życie szpitala skupia się wokół kościoła Matki Bożej Bramy Raju, pełniącego rolę kaplicy szpitalnej. 
W tym szpitalu przebywał trzykrotnie Kamil de Lellis. Za pierwszym razem, będąc jeszcze żołnierzem, leczył się tam prawie 10 miesięcy. Następny pobyt miał miejsce między 1575 a 1579 r. Ostatni raz przebywał tu przez 5 lat, do 1584 r. W sumie w tym szpitalu spędził 9 lat i 4 miesiące.